# Jan Adam z Fünfkirchenu
Jan Adam z Fünfkirchenu (německy Johann Adam Graf von und zu Fünfkirchen, 1696 – 14. března 1748) byl český šlechtic z hraběcího rodu Fünfkirchenů v Dolním Rakousku a v Čechách. Od roku 1738 byl vrchním komisařem olbasti Weinviertelu.

## Život
Byl nejstarším synem hraběte Jana Leopolda Arnošta z Fünfkirchenu (1665–1730) a jeho manželky hraběnky Marie Ester Anny z Paaru († 1725), dcery Karla Františka z Paaru († 1661/73/78), říšského (od roku 1636) a českého hraběte (od 14. února 1654) a jeho ženy Františky Polyxeny ze Švamberka († 1704). Měl bratra Jana Františka z Fünfkirchenu (1709–1782).

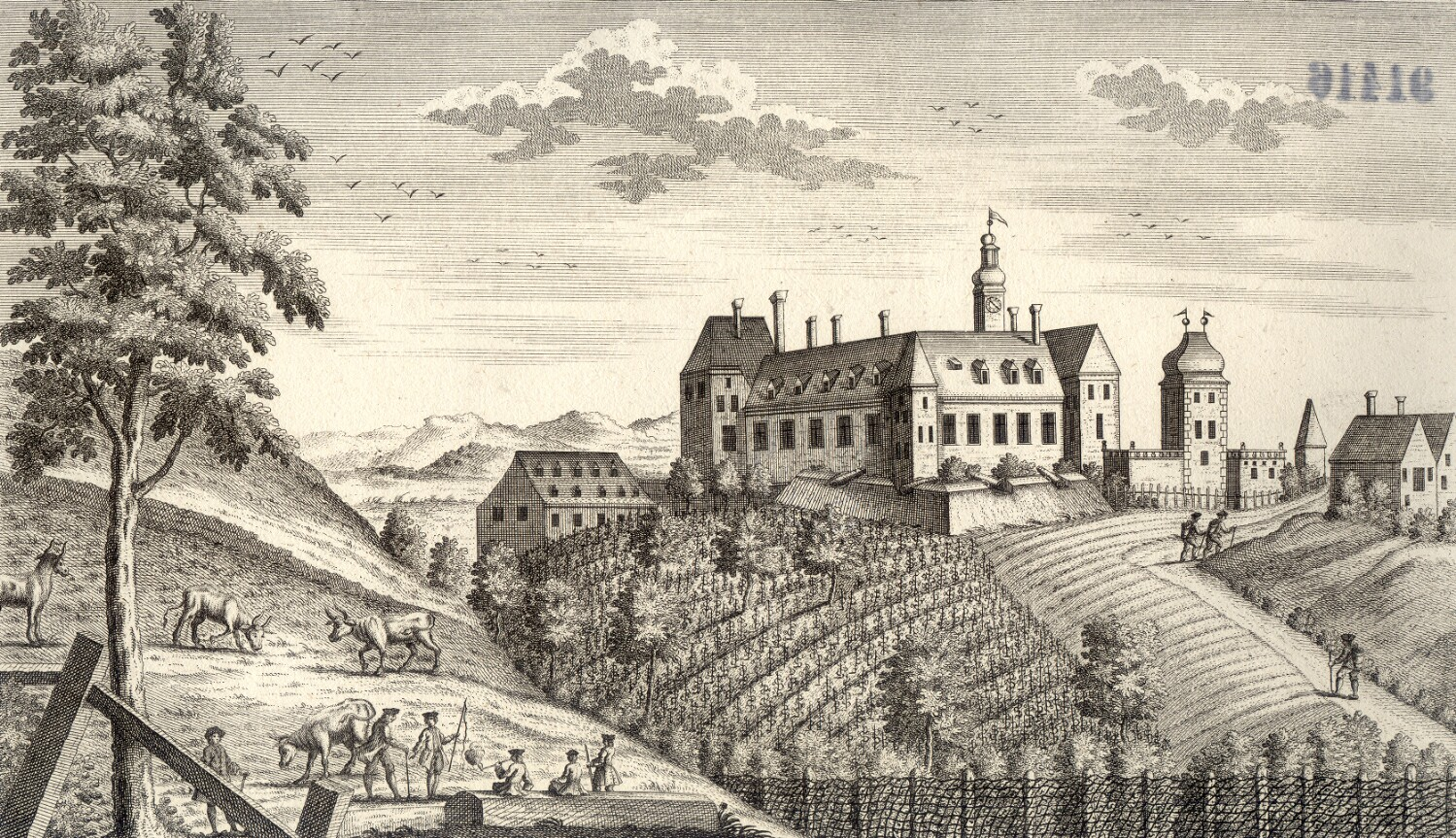
Zámek Fünfkirchen, rodové sídlo v letech 1603-1970
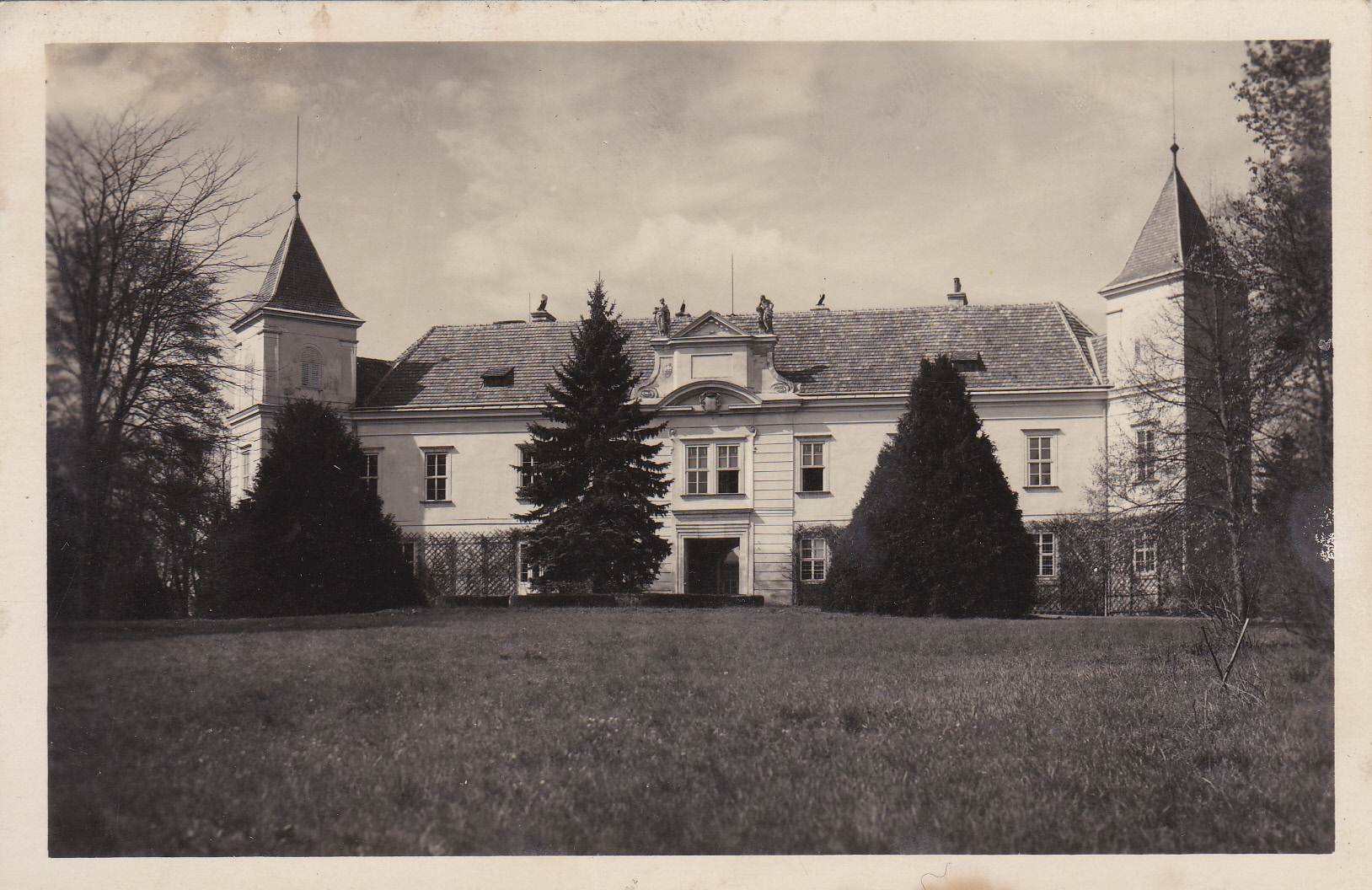
Zámek Fünfkirchen / Steinebrunn kolem roku 1925
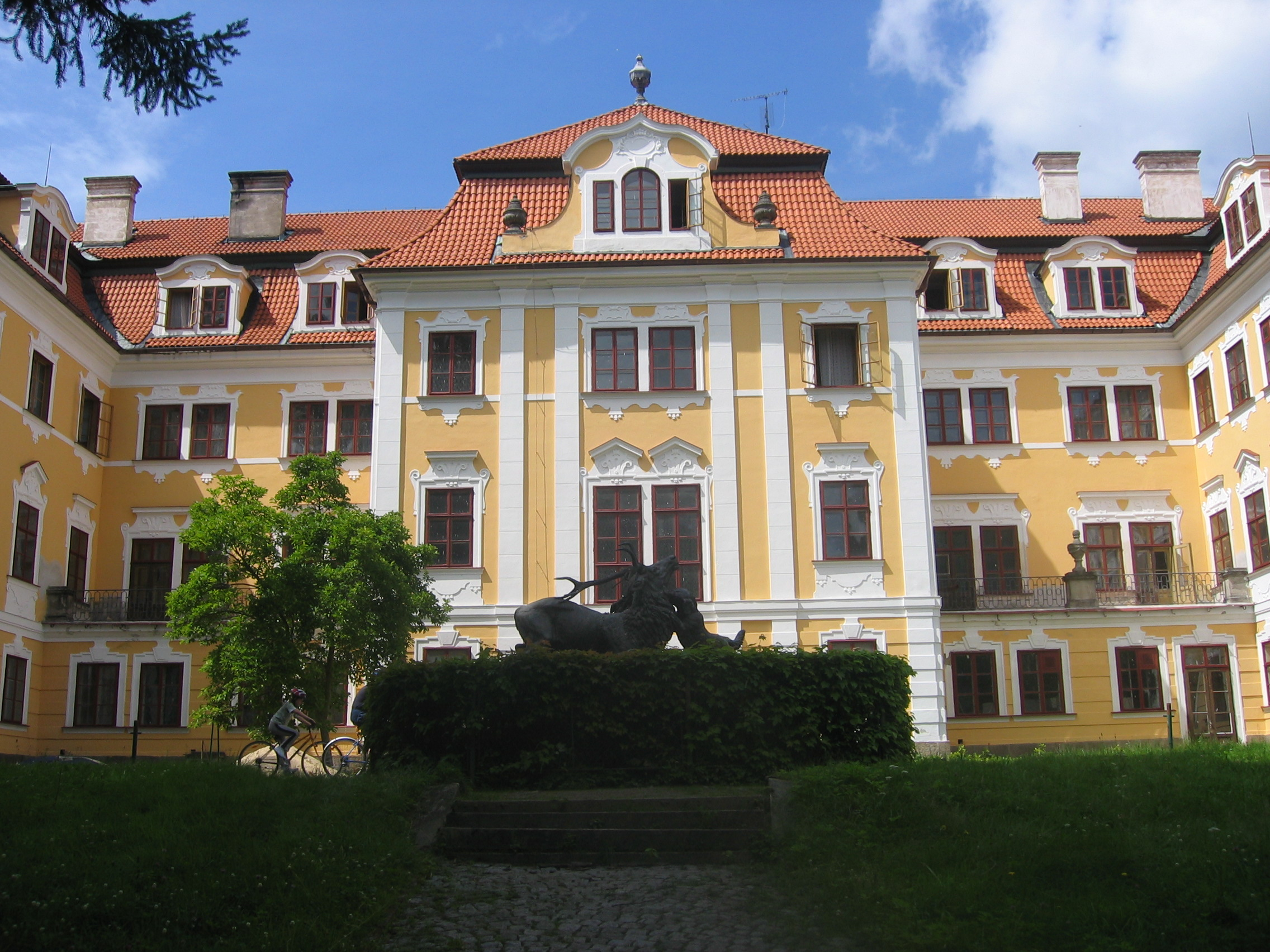
Zámek Chlum u Třeboně

Byl majitelem statků v jižních Čechách, které získali Fünfkirchenové koncem 17. století při rozdělování dědictví vymřelého rodu Slavatů. Jeho dědickým podílem bylo panství Nová Bystřice se zámkem.

## Manželství a potomstvo
Jan Adam z Fünfkirchenu se v roce 1719 oženil s hraběnkou Marií Ernestinou ze Salm-Reifferscheidt-Bedburgu (16. července 1693 – 25. června 1730), dcerou starohraběte Františka Viléma ze Salm-Reifferscheidtu (1672–1734) a jeho první manželky hraběnky Marie Anežky Agáty Slavatové z Chlumu a Košumberka (1672–1718).  Manželé měli jednu dceru:  
- Marie Anna (Antonie) z Fünfkirchenu (6. srpna 1736 – 1799), provdaná 24. února 1754 v Nové Bystřici za hraběte Karla Ignáce z Clary-Aldringenu (5. listopadu 1729 – 6. června 1791).[6]